# 在ベラルーシ日本国大使館
在ベラルーシ日本国大使館（ロシア語: Посольство Японии в Беларуси / Посольство Японии в Белоруссии、英語: Embassy of Japan in Belarus）は、日本がベラルーシの首都ミンスクに設置している大使館である。在ミンスク日本国大使館（ロシア語: Посольство Японии в Минске、英語: Embassy of Japan in Minsk）とも。

## 沿革
1991年12月28日、白ロシア・ソビエト社会主義共和国（ベロルシヤ）がソビエト連邦から離脱してベラルーシとして独立し、日本はこれを承認。1992年1月26日、日本とベラルーシの間で国交が樹立された。
1992年3月31日、在ベラルーシ日本国大使館を新設することが衆議院の議決により定められた。1993年1月、ミンスクに日本の大使館が開館した。但し、設立から約四半世紀にわたって、特命全権大使がロシアの首都モスクワに常駐して臨時代理大使がミンスクに常駐する二重体制が取られており、日本国内では在ベラルーシ兼勤駐在官事務所という扱いであった。
2019年1月1日、兼勤駐在官事務所が廃止される代わりに大使館実館へ昇格する形で正式な大使館として発足。2019年9月2日、徳永博基がミンスク常駐では初代となる特命全権大使に任命された。

## 住所
| 日本語   | 〒220004 ミンスク市戦勝者通り23/1番地8階         |
| ロシア語 | 220004 г. Минск, пр. Победителей, 23/1, 8-й этаж |
| 英語     | Pr. Pobediteley 23/1, 8th floor, Minsk 220004    |

日本国大使館は、ベラルーシ共和国労働・社会保護省と同じ建物に入居している。